# SIMIV
La SIMIV (pour Société internationale de micro-informatique et de vidéo) était une société du groupe Thomson. Créée en septembre 1983, elle a déposé le bilan en août 1989. Elle était plus connue du grand public sous son nom commercial Thomson Micro-Informatique, parfois abrégé Thomson Micro.
Dirigée jusqu'en 1986 par Jean Gerothwohl, la SIMIV gérait la politique de recherche et développement ainsi que la commercialisation des micro-ordinateurs familiaux Thomson. La SIMIV sera ensuite intégrée à la COFADEL (compagnie franco-allemande d'électronique).

## Les machines Thomson

### Généralités

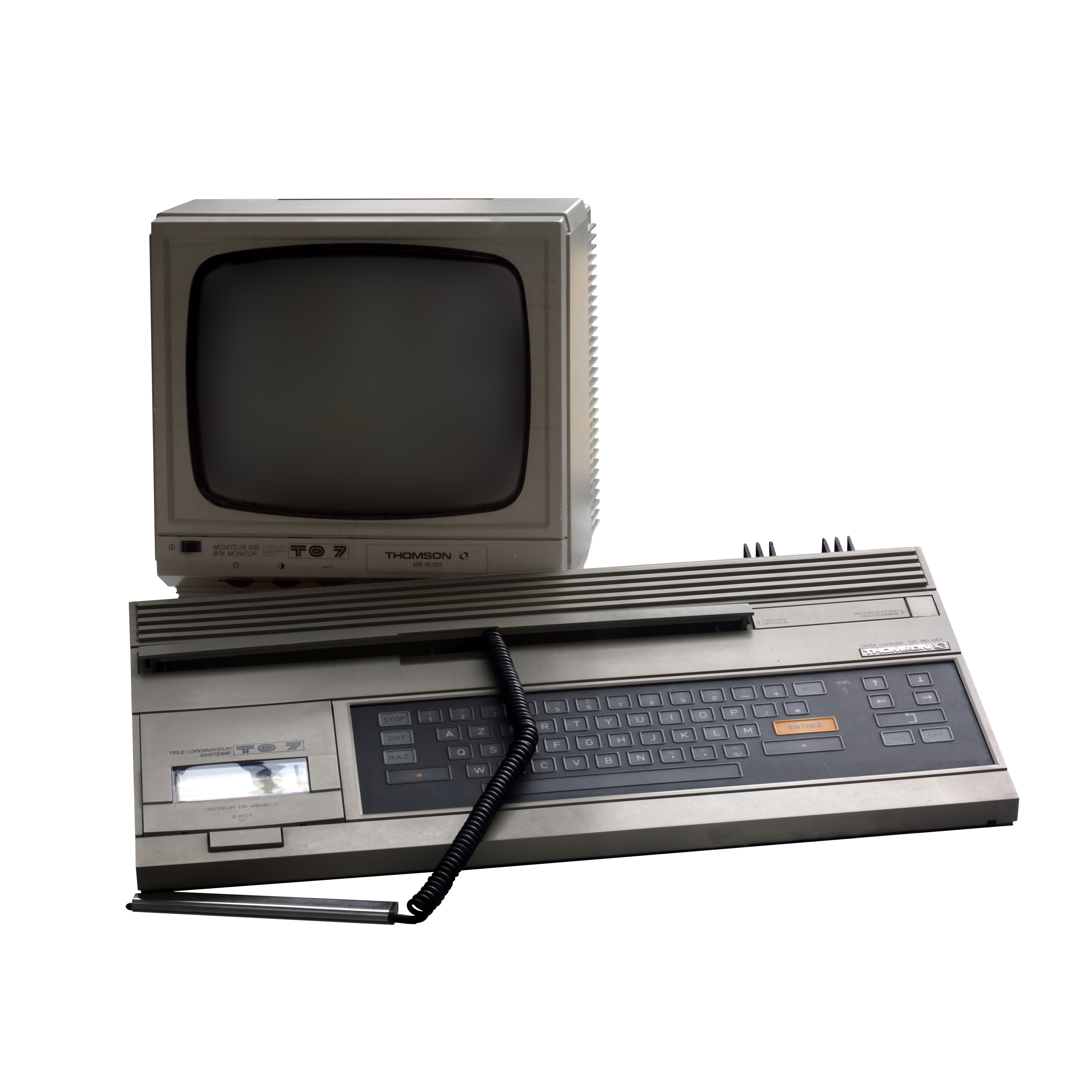
Ordinateur Thomson TO7, commercialisé de 1982 à 1984.

Pour mémoire, Thomson a conçu des produits informatiques indépendamment de l'existence de la SIMIV, comme des consoles de jeux vidéo Pong (Thomson JV 1002, Thomson JV 1T, Thomson JV 2T, Thomson JV 402T entre 1977 et 1978) ou des ordinateurs (Thomson TO7 et Thomson Micromega 16 et Thomson Micromega 32 (sr) en 1982).
L'équipe de recherche et de développement de Thomson a travaillé sur plusieurs prototypes jamais commercialisés ; au moins un, le Thomson TO16 « Théodore » (« TO d'or »), est arrivé jusqu'à un stade fonctionnel avec une carte mère en révision 1.0.

### Ordinateurs commercialisés par la SIMIV

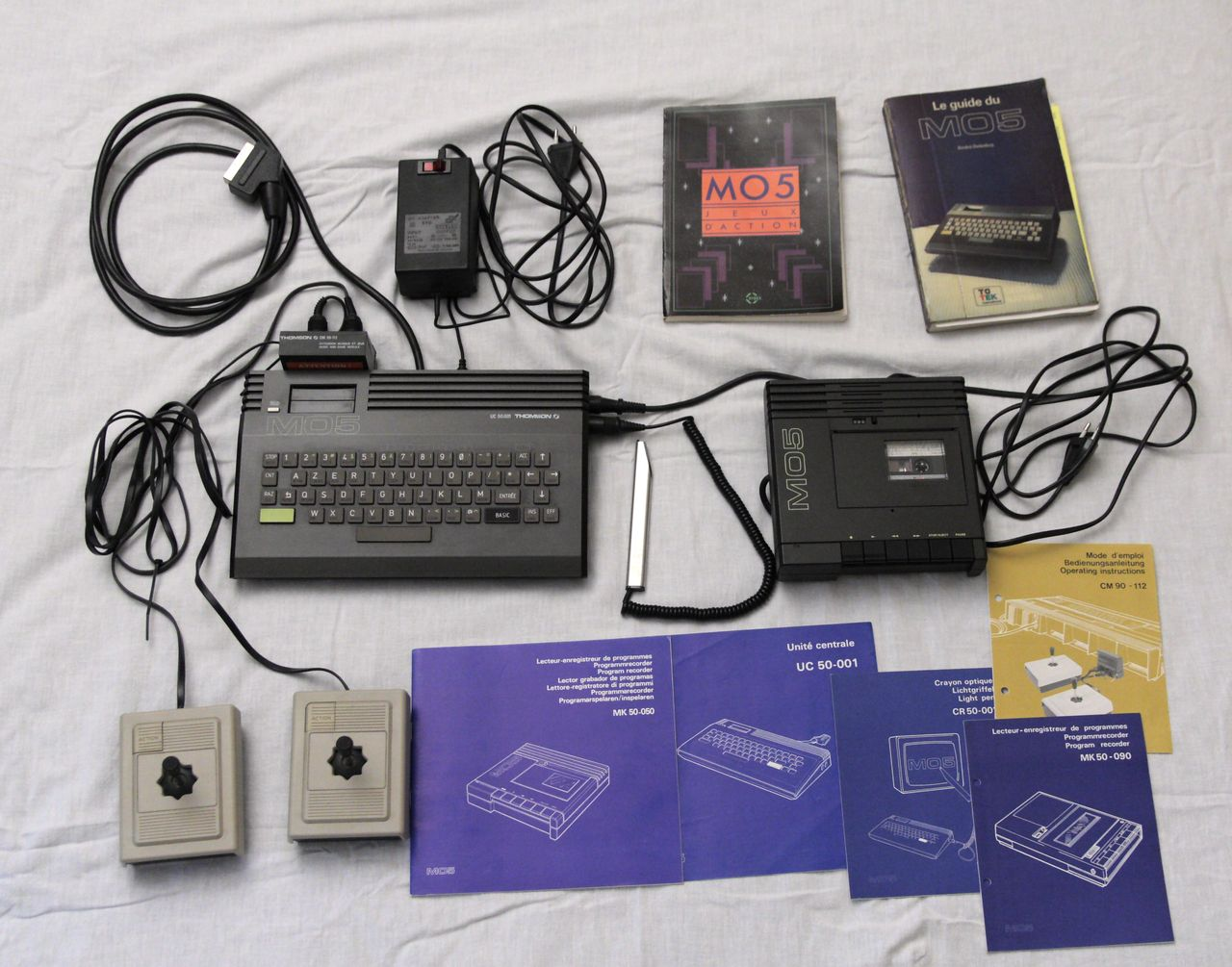
Thomson MO5 : principaux périphériques et livres.

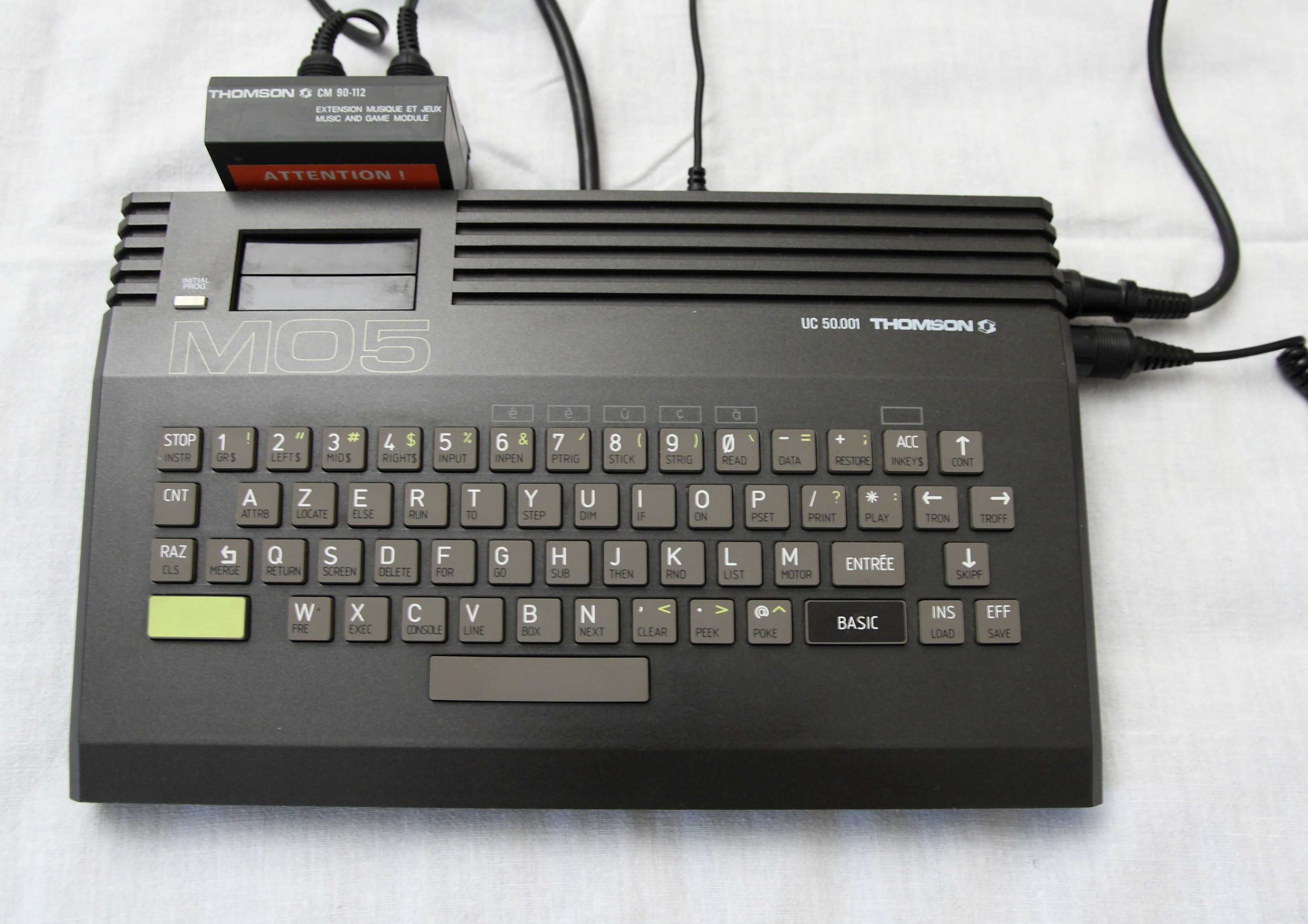
Thomson MO5, commercialisé de 1984 à 1986.

La SIMIV a commercialisé les ordinateurs Thomson MO5, Thomson MO5E, Thomson-Leanord MO5NR, Thomson MO6, Thomson TO7/70 (aussi écrit Thomson TO7-70), Thomson TO8, Thomson TO8D (un Thomson TO8 avec lecteur de disquette intégré), Thomson TO9, Thomson TO9+ et Thomson TO16 (PC). Le service après-vente était assuré par la SAVEMA, puis par la COFADEL.
Dans une interview de décembre 1984 à Soft & Micro, Jean Gerothwohl explique pourquoi la SIMIV n'a pas choisi le standard MSX :
1. volonté de faire du micro-ordinateur familial une machine éducative (« Nous n'avons pas voulu rallier les Japonais pour deux raisons. La première, c'est que nous estimons que la fonction principale du micro-ordinateur familial (...) est l'éducation, la formation. Si le micro n'est qu'une machine de jeux, dans quelques années il n'y aura plus de micro-informatique familiale ») ;
2. anticipation de la nouvelle génération d'ordinateurs 16 bits (« Nous nous préparons au virage 16 bits. Nous le préparons avec Philips pour sortir un micro-ordinateur qui devra être un standard Philips/Thomson à vocation européenne et mondiale ») ;
3. volonté de créer un standard européen qui puisse résister à la concurrence asiatique et faire naitre une industrie européenne du logiciel (« les systèmes importés d'Extrême-Orient sont taxés à 6 % alors que les composants que nous importons soit des États-Unis, soit du Japon sont taxés à 19 % », « Une guerre des prix à laquelle aucun Européen ne résistera aura lieu », « l'objectif majeur est de créer une industrie européenne du logiciel »).

### La gamme MOTO
La gamme MOTO est un néologisme qui désigne de façon raccourcie la gamme d'ordinateurs Thomson dont le nom contient MO ou TO, sans préjuger de qui les a conçus, construits ou commercialisés : MO5, MO5E, MO5NR, MO6, TO7, TO7/70, TO8, TO8D, TO9, TO9+. Le TO16 étant un compatible PC, il n'est généralement pas considéré comme un vrai membre de cette gamme par les passionnés.
Les ordinateurs de la gamme MO étaient logiciellement incompatibles avec les ordinateurs de la gamme TO, mais il y avait une compatibilité correcte entre les machines d'une même gamme (excepté le TO16, ordinateur 16 bits incompatible avec les autres ordinateurs 8 bits TO et MO). La plupart des périphériques fonctionnaient indifféremment sur les deux gammes.

### Marketing
Plusieurs titres de presse ont été consacrés aux ordinateurs Thomson, comme les magazines Théophile (devenu plus tard TÉOphile, puis TÉO), Microtom, ou Le Journal Club Micro Thomson. En 1984, TF1 a diffusé une émission jeunesse consacrée à la promotion des micro-ordinateurs : Microludic.
Plusieurs personnalités françaises ont, directement ou indirectement, participé à la campagne marketing de Thomson Micro :
- Pierre Bellemare, dans le jeu vidéo Enigmatika[8] ;
- Renaud, dans le jeu vidéo Marche à l'ombre[8] ;
- Richard Berry, dans l'émission sur TF1 Tify... s'il te plaît, raconte-moi une puce ;
- Michel Chevalet, qui aurait[9] coanimé la nuit du TO9 avec Laurent Broomhead au CNIT, le 16 septembre 1985[réf. nécessaire] ;
- Annie Fratellini et Bernard Haller dans le programme jeunesse Intox et Zoé sur TF1 (qui a inspiré le jeu vidéo Intox et Zoé)[10] ;
- Michel Platini, président du Club Micro Thomson, dont l'image a été utilisée pour la commercialisation d'une série limitée, le « MO5 Michel Platini » (accompagné d'un jeu vidéo de simulation de football : Numéro 10 — qui fut suivi de Numéro 10 : Mexico 86 —) ;
- Léon Zitrone, dans une publicité pour « le train de l'avenir »[11].

## Postérité
Les ordinateurs Thomson ont été très populaires en France, notamment pour avoir massivement équipé les écoles dans le cadre du plan « Informatique pour tous » durant les années 1980. Certains chiffres de l'époque font état d'un parc de 500 000 machines en France à la fin de l'année 1988, seulement dépassé à l'époque par l'Amstrad CPC. De fait, un relatif intérêt pour ces machines a perduré, et une communauté de passionnés surnommés « thomsonistes » s'est donc constituée autour des machines de la marque française.

### En jeux vidéo
Le jeu vidéo SOS Fantômes, édité en 2009 par Atari, fait apparaître un TO7 dans le quartier général des Ghostbusters.